# José Antonio Remón Cantera
José Antonio Remón Cantera (* 1908 in Panama-Stadt; † 2. Januar 1955 ebenda) war der 27. Präsident von Panama von 1952 bis zu seiner Ermordung 1955.

## Leben
Remón Cantera besuchte erst das Nationalinstitut in Panama, später ging er auf eine Militärschule in Mexiko und den USA. Nach seiner Rückkehr übernahm er das Kommando über die Nationalpolizei. Ende der 1940er Jahre war er einer der mächtigsten Männer in Panama, der sowohl die zivile als auch die militärische Macht in seinen Händen hielt.
1952, gestützt durch die Koalition mehrerer politischer Parteien, übernahm er nach umstrittenen Wahlen als Nachfolger von Alcibíades Arosemena das Amt des Staatspräsidenten. Da er wegen des Kalten Krieges Unterstützung durch die USA erhielt, wurde er auch als Mann Washingtons bezeichnet. Um eine stabile Wirtschaftslage wiederherzustellen und der Unruhen Herr zu werden, führte er eine harte Regierungsform, schränkte die Möglichkeiten der Opposition ein und bildete die Polizei in eine paramilitärische Organisation um, der späteren Guardia nacional.
Auch war es ihm möglich, mit den USA eine Übereinkunft über Völkerverständigung und Zusammenarbeit zu treffen, bekannt als der Remón-Eisenhower-Vertrag, wodurch Panama ökologische und finanzielle Hilfe bekam; im Bereich der Souveränität über die Panamakanalzone konnte er jedoch wenig erreichen.
Remón Cantera blieb im Amt bis zu seiner Ermordung durch einen Attentäter am 2. Januar 1955 im Hipódromo Juan Franco in Panama-Stadt, die nie aufgeklärt wurde. Der Tat verdächtigt wurde der US-Amerikaner Martin Irving Lipstein, jedoch konnte ihm die Tat nicht nachgewiesen werden. Ebenso unter Verdacht mit der Ermordung etwas zu tun zu haben bzw. sogar der Auftraggeber zu sein kam der damalige Vizepräsident Jose Ramón Guizado, der bis zum 10. Dezember 1957 in Untersuchungshaft saß, dann aber freigelassen werden musste.
Remón Canteras Nachfolger wurde José Ramón Guizado Valdés.